# Quercus saravanensis
Quercus saravanensis A.Camus – gatunek roślin z rodziny bukowatych (Fagaceae Dumort.). Występuje naturalnie w Laosie, Wietnamie oraz południowych Chinach (w prowincji Junnan).

## Morfologia
PokrójZimozielone drzewo dorastające do 50 m wysokości.
LiścieBlaszka liściowa jest ma kształt od podługowato eliptycznego do owalnie eliptycznego. Mierzy 10–14 cm długości oraz 2,5–4,5 cm szerokości, jest całobrzega, ma klinową nasadę i ogoniasty wierzchołek. Ogonek liściowy jest nagi.
OwoceOrzechy o elipsoidalnym kształcie, dorastają do 15–20 mm długości i 15–20 mm średnicy. Osadzone są pojedynczo w miseczkach do 25% ich długości. Same miseczki mają kształt od dzwonkowatego do odwrotnie stożkowatego i mierzą 15–20 mm średnicy.

## Biologia i ekologia
Rośnie w lasach wilgotnych. Występuje na wysokości do 1700 m n.p.m.